# Captain Macklin
Captain Macklin er en amerikansk stumfilm fra 1915 af John B. O'Brien.

## Medvirkende
- Jack Conway som Royal Macklin.
- Lillian Gish som Beatrice.
- Spottiswoode Aitken som Laquerre.
- William Lowery som Heinz.
- Dark Cloud som Garcia.